# フローズンファイア
フローズンファイア (Frozen Fire) はドイツで生産された競走馬である。おもな勝鞍は2008年のアイリッシュダービー。

## 経歴

### 2007年・2008年（2歳・3歳）
1歳時の2006年にゴフス・フェブラリーセールにて25万ユーロで落札され、その後はエイダン・オブライエン厩舎に入厩。
競走馬デビュー戦は8月で、デビュー戦で初勝利を挙げた。次走はイギリスに遠征し、G1競走初挑戦となる10月に行われたレーシングポストトロフィーに出走したが8着という結果に終わり、レース後は休養に入った。
休養を終えて5月に行われたダンテステークス (G2) で実戦復帰して2着となったものの、6月にイギリスダービーに挑戦したがニューアプローチに敗れて11着という結果に終わった。続くアイリッシュダービーでは前走で対戦したニューアプローチが出走を取消したものの6番人気にとどまったが、レースでは最後方追走から最後の直線で大外から追い込んで2着となったカジュアルコンクエストを交わして2馬身差をつけG1競走初勝利を挙げた。この勝利は鞍上のシェーミー・ヘファナンにとっては前年もソルジャーオブフォーチュンに騎乗してアイリッシュダービーを制していたため同競走2連覇となり、エイダン・オブライエン厩舎にとってはアイリッシュダービー3連覇と史上最多のアイリッシュダービー通算6勝目となり、マイケル・テイバーにとってはアイリッシュダービー通算4勝目となり、父のモンジューも1999年にアイリッシュダービーを制しており父仔制覇となった。
続いてセントレジャーに出走したが、1番人気に支持されながら7着と大敗した。

### 2009年・2010年（4歳・5歳）
休養を終えて5月に行われたオーモンドステークス (G3) に出走したが、3頭立ての3着に終わった。続く6月5日のコロネーションカップでは5着、7月25日のキングジョージ6世&クイーンエリザベスステークスでは7着に敗れ、4歳時は未勝利に終わった。5歳となった2010年はドバイに遠征し、2月4日のアルラシディーヤ (G3) に出走したが、8着に敗れた。その後連闘で2月11日のGNAds4Uでは8着、中1週で2月25日のDRC金杯では7着、再び連闘で3月4日のドバイシティーオブゴールド (G2) では8着に敗れた。そのレースを最後に現役引退、2012年から種牡馬入りすることになった。

### 競走成績
| 出走日     | 競馬場         | 競走名            | 格 | 距離      | 着順 | 騎手           | 着差    | 1着（2着）馬      |
| ---------- | -------------- | ----------------- | -- | --------- | ---- | -------------- | ------- | ----------------- |
| 2007.08.08 | ゴーランパーク | 未勝利            |    | 芝7f      | 1着  | K.ファロン     | 1/2馬身 | (Wrong Number)    |
| 2007.10.27 | ドンカスター   | レーシングポストT | G1 | 芝8f      | 8着  | J.スペンサー   | 10馬身  | Ibn Khaldun       |
| 2008.05.15 | ヨーク         | ダンテS           | G2 | 芝10f88y  | 2着  | J.ムルタ       | アタマ  | Tartan Bearer     |
| 2008.06.07 | エプソム       | ダービー          | G1 | 芝12f10y  | 11着 | M.キネーン     | 12馬身  | New Approach      |
| 2008.06.29 | カラ           | 愛ダービー        | G1 | 芝12f     | 1着  | J.ヘファーナン | 1/2馬身 | (Casual Conquest) |
| 2008.09.13 | ドンカスター   | セントレジャー    | G1 | 芝14f132y | 7着  | J.ムルタ       | 15馬身  | Conduit           |

## 血統表
| フローズンファイアの血統（サドラーズウェルズ系 / Northern Dancer 3×3=25.00%、Raise a Native 4×5=9.38%（母内）） | フローズンファイアの血統（サドラーズウェルズ系 / Northern Dancer 3×3=25.00%、Raise a Native 4×5=9.38%（母内）） | フローズンファイアの血統（サドラーズウェルズ系 / Northern Dancer 3×3=25.00%、Raise a Native 4×5=9.38%（母内）） | （血統表の出典）      | （血統表の出典） |
| 父 Montjeu 1996 鹿毛                                                                                            | 父の父Sadler's Wells 1981 鹿毛                                                                                  | Northern Dancer                                                                                                 | Nearctic              | Nearctic         |
| 父 Montjeu 1996 鹿毛                                                                                            | 父の父Sadler's Wells 1981 鹿毛                                                                                  | Northern Dancer                                                                                                 | Natalma               |                  |
| 父 Montjeu 1996 鹿毛                                                                                            | 父の父Sadler's Wells 1981 鹿毛                                                                                  | Fairy Bridge | Bold Reason           | Bold Reason      |
| 父 Montjeu 1996 鹿毛                                                                                            | 父の父Sadler's Wells 1981 鹿毛                                                                                  | Fairy Bridge | Special               |                  |
| 父 Montjeu 1996 鹿毛                                                                                            | 父の母Floripedes 1985 鹿毛                                                                                      | Top Ville | High Top              | High Top         |
| 父 Montjeu 1996 鹿毛                                                                                            | 父の母Floripedes 1985 鹿毛                                                                                      | Top Ville | Sega Ville            |                  |
| 父 Montjeu 1996 鹿毛                                                                                            | 父の母Floripedes 1985 鹿毛                                                                                      | Toute Cy | Tennyson              | Tennyson         |
| 父 Montjeu 1996 鹿毛                                                                                            | 父の母Floripedes 1985 鹿毛                                                                                      | Toute Cy | Adele Toumignon       |                  |
| 母 Flamingo Sea 1999 栗毛                                                                                       | 母の父Woodman 1983 栗毛                                                                                         | Mr. Prospector                                                                                                  | Raise a Native        | Raise a Native   |
| 母 Flamingo Sea 1999 栗毛                                                                                       | 母の父Woodman 1983 栗毛                                                                                         | Mr. Prospector                                                                                                  | Gold Digger           |                  |
| 母 Flamingo Sea 1999 栗毛                                                                                       | 母の父Woodman 1983 栗毛                                                                                         | *プレイメイト                                                                                                   | Buckpasser            | Buckpasser       |
| 母 Flamingo Sea 1999 栗毛                                                                                       | 母の父Woodman 1983 栗毛                                                                                         | *プレイメイト                                                                                                   | Intriguing            |                  |
| 母 Flamingo Sea 1999 栗毛                                                                                       | 母の母Fabula Dancer 1986 栗毛                                                                                   | Northern Dancer                                                                                                 | Nearctic              | Nearctic         |
| 母 Flamingo Sea 1999 栗毛                                                                                       | 母の母Fabula Dancer 1986 栗毛                                                                                   | Northern Dancer                                                                                                 | Natalma               |                  |
| 母 Flamingo Sea 1999 栗毛                                                                                       | 母の母Fabula Dancer 1986 栗毛                                                                                   | Fair Rosalind                                                                                                   | Exclusive Native      | Exclusive Native |
| 母 Flamingo Sea 1999 栗毛                                                                                       | 母の母Fabula Dancer 1986 栗毛                                                                                   | Fair Rosalind                                                                                                   | Thirty Years F-No.8-c |                  |

- 主な近親はレアパフューム#主要なファミリーラインを参照。